# 2559 Svoboda
2559 Svoboda è un asteroide della fascia principale del diametro medio di circa 25,53 km. Scoperto nel 1981, presenta un'orbita caratterizzata da un semiasse maggiore pari a 2,7894572 UA e da un'eccentricità di 0,1534279, inclinata di 8,87338° rispetto all'eclittica.
È dedicato all'astronomo ceco Jindřich Svoboda.
Fino al 2002 era considerato un componente della famiglia di asteroidi Cerere; in seguito è stato riconosciuto, insieme allo stesso Cerere, come un "intruso" all'interno della famiglia (rinominata in famiglia Gefion), con la quale condivide i parametri orbitali ma non l'origine.